# デイヴィッド・カープ
デイヴィッド・カープ（英語: David Karp、1986年7月6日 - ）は、アメリカ合衆国のプログラマ、実業家。マイクロブログサービス「Tumblr」の創業者として知られる。

## キャリア
11歳からHTMLを学び始め、間も無くビジネス向けのウェブサイトを立ち上げた。14歳でフレッド・セイバートが設立したアニメーションスタジオのフレドレター・スタジオのプロデューサーの元でインターンとして働き始める。
フレドスターの同僚からの勧めで、16歳の時に子育てサイトのUrbanBabyの製品責任者に転職、同社の創業者ジョン・ロマニーからUrbanBabyの株式の一部を付与されている。17歳の時に彼は単身で東京へ渡り5ヶ月に渡って生活していた。仕事はこれまで通り続けており、UrbanBabyがカープがニューヨークにいないことに気付いたのは東京へ渡ってから3ヶ月後のことだった。
2006年7月、カープが20歳になって間も無くライフスタイル分野の拡大を目指していたCNETにUrbanBabyが買収されると同社を退社。UrbanBaby買収で売却した株式の売却益を使って、ソフトウェアコンサルティング会社のDavidvilleを設立、カープがクレイグスリストに出した広告を見たマルコ・アーメント（後のInstapaper創業者）がエンジニアとして入社する。カープは当時、「タンブログ」と呼ばれる短い形式のブログに興味を持っていた。だが、1年を過ぎても誰もタンブログ・サービスを作っておらず、カープはアーメントと共に2週間を掛けて独自のタンブログ・プラットフォームの開発を開始する。2007年2月にTumblrとして開始され、最初の2週間で7万5000人を超えるユーザーを獲得する。
2007年10月にTumblrが忙しくなるとコンサルティングの仕事が十分に出来なくなり、コンサルティング業務を停止し、社名をDavidvilleからTumblrへと改めた。
2013年5月20日、Yahoo!がTumblrを11億ドルで買収すると発表。カープはCEOとして引き続き指揮をとる。
2017年11月、年内にTumblrのCEOを辞任し会社を離れると発表。

## 私生活
2016年のアメリカ大統領選ではヒラリー・クリントンへの支持を表明した。